# 肝生検
肝生検（かんせいけん）とは、肝臓の組織の一部を肝臓の状態や病気の診断のために取り出す（生検）医療手技のこと。体外から超音波検査機器で肝臓の位置を把握しながら（超音波ガイド下肝生検）、あるいは腹腔鏡を用いて生検針という針を肝臓に刺し、肝臓の細胞の一部（検体）を取りだす。取りだした検体は、顕微鏡を用いて組織学的・病理学的に評価・診断する。

## 適応
- 急性肝炎
- 慢性肝炎
- 肝臓内腫瘍
- 原因不明の肝炎
- 原因不明の黄疸

このほか、アルコール性肝炎などでの重症度の判断や、肝炎などの治療効果を判定するためにも実施される事がある。

## 禁忌
- 血液の凝固異常（血小板減少、プロトロンビン時間の延長、出血時間の延長）
- 肝血管腫が疑われる場合
- その他

## 合併症
継時的に超音波を用いる超音波ガイド下肝生検では、合併症は少ない。
- 痛み
- 出血（肝臓内、腹腔内、胆道内など）
- 他臓器（肺など）の穿刺
- 感染
- ショック
- その他